# 26 березня
26 березня — 85-й день року (86-й у високосні роки) у григоріанському календарі. До кінця року залишається 280 днів.

## Свята і пам'ятні дні

### Міжнародні
- Фіолетовий день — присвячено епілепсії та підтримці пацієнтів з цим захворюванням.

### Національні
- Малі: День мученика або День демократії
- Бангладеш: День незалежності.
- В'єтнам: День молоді
- Україна: День Національної гвардії України
- США: День сільського господарства

### Іменини
✙ Православні: Гавриїл, Анна, Алла, Лариса, Василь.
✝  Католицькі: Фелікс, Лариса

## Події
- 590 — імператор Маврикій проголосив свого сина Феодосія співімператором Візантійської імперії[2]
- 1027 — Папа Іван XIX коронував Конрада II імператором Священної Римської імперії
- 1625 — король Речі Посполитої Сигізмунд ІІІ Ваза підписав грамоту на запровадження в Ніжині місцевого самоврядування за Магдебурзьким правом
- 1636 — засновано Утрехтський університет
- 1812 — землетрус зруйнував місто Каракас, Венесуела
- 1826 — Шуберт дав свій єдиний публічний концерт
- 1830 — у Пальмірі, штат Нью-Йорк надійшла в продаж Книга Мормона — священний текст Церкви Ісуса Христа Святих останніх днів
- 1845 — у США запатентований медичний пластир
- 1881 — Румунія проголошена королівством
- 1904 — завершене будівництво та здана в експлуатацію нова будівля Львівського залізничного вокзалу
- 1917 — до Києва із заслання повернувся Михайло Грушевський. Його вітали піднятим синьо-жовтим прапором
- 1920 — Латвія визнала незалежність Української Народної Республіки та її уряд
- 1945 — завершилась битва за Іодзіму
- 1956 — підписана міжнародна угода про створення Об'єднаного інституту ядерних досліджень у Дубні
- 1971 — Східний Пакистан проголосив незалежність від Пакистану, утворивши державу Бангладеш та розпочавши війну за незалежність
- 1979 — прем'єр-міністр Ізраїлю Менахем Бегін, президент Єгипту Анвар Садат та президент США Джиммі Картер підписали єгипетсько-ізраїльську мирну угоду
- 1989 — в Радянському Союзі відбулися перші вільні вибори народних депутатів СРСР
- 1992 — Верховна Рада України приняла закон «Про внутрішні війська Міністерства внутрішніх справ України». Цей день вважається Днем внутрішніх військ Міністерства внутрішніх справ України
- 1995 — у перших семи країнах ЄС вступили в дію Шенгенські угоди про скасування візового контролю на кордонах
- 1999 — макровірус Мелісса почав розповсюджуватися по всьому світу через електронну пошту, завдавши шкоди на приблизно 80 млн доларів
- 2006 — чергові парламентські вибори в Україні
- 2008 — вперше в Новій Шотландії, Канада відбулась акція на підтримку хворих на епілепсію, яка отримала назву — Фіолетовий день

## Народилися
Дивись також Категорія:Народились 26 березня
- 1516 — Конрад Геснер, швейцарський природодослідник, автор першої зоологічної енциклопедії «Історія тварин».
- 1835 — Олександр Литовченко, український історичний живописець.
- 1874 — Роберт Фрост, американський поет.
- 1875 — Лі Синман, перший президент Республіки Корея.
- 1880 — Олександр Богомазов, український художник, педагог, теоретик мистецтва.
- 1911 — Теннессі Вільямс, американський драматург, лауреат Пулітцерівської премії 1948 року за п'єсу «Трамвай „Бажання“» та 1955 року за п'єсу «Кішка на розпеченому даху».
- 1913 — Пал Ердеш, угорський-єврейський математик, ймовірно написав найбільшу кількість наукових статей з математики (близько 1500)
- 1925 — П'єр Булез, французький композитор і диригент.
- 1930 — Сандра Дей О'Коннор, перша жінка-суддя Верховного суду США.
- 1931 — Леонард Німой, американський кіноактор, фотохудожник, поет; син українських єврейських емігрантів з Ізяславу. Відомий насамперед за роллю Спока у фантастичному серіалі «Зоряний шлях»/«Стар трек»
- 1941 — Річард Докінз, англійський інтелектуал, еволюційний біолог, популяризатор науки.
- 1948 — Стівен Тайлер, американський музикант, автор пісень, відоміший як лідер гурту Aerosmith.
- 1943 — Саньмао, тайванська письменниця 1970—80-х років.
- 1949 — Патрік Зюскінд, німецький письменник і кіносценарист, автор романів «Контрабас», «Парфуми», «Історія пана Зоммера».

## Померли

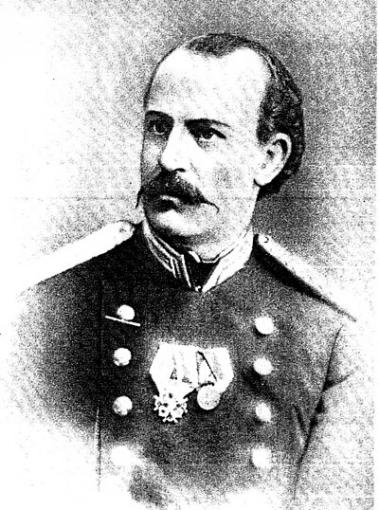
Микола Аркас

Дивись також Категорія:Померли 26 березня
- 903 — Суґавара но Мітідзане, японський державний діяч, науковець і поет періоду Хейан, пошановується як божество Тендзін.
- 1720 — П'єтро Джованні Гварнері, італійський скрипник, старший син Андреа Гварнері, можливо, також учень Ніколо Аматі.
- 1811 — Іван Рижський, філософ, логік і мовознавець, перший ректор Харківського університету.
- 1814 — Жозеф Ґійотен, французький лікар, політик, Депутат Національної асамблеї Франції.
- 1827 — Людвіг ван Бетховен, німецький композитор, диригент і піаніст.
- 1837 — Парфеній Дехтерьов, калузький та київський купець, київський міський голова.
- 1892 — Волт Вітмен, американський поет, есеїст, журналіст та гуманіст.
- 1898 — Петро Капніст, прозаїк, драматург і поет. Внук українського поета і драматурга Василя Васильовича Капніста.
- 1902 — Сесіль Джон Родс, південноафриканський політик і підприємець, діяч британського імперіалізму.
- 1909 — Микола Аркас, український культурно-освітній діяч, письменник, композитор, історик.
- 1923 — Сара Бернар, французька акторка.
- 1945 — Тадаміті Курібаясі, генерал-лейтенант Імперської армії Японії, що прославився організацією і проведенням оборони острова Іодзіма під час Другої світової війни.
- 1989 — Маріс Лієпа, латвійський радянський соліст балету, балетмейстер, балетний педагог, актор кіно.
- 2001 — Юрій Некрасов, український кінорежисер.
- 2011 — Пол Берен, американський інженер, науковець і винахідник, один з прабатьків сучасного інтернету
- 2011 — Діана Вінн Джонс, британська письменниця, автор фантастичних романів для дітей та дорослих.